# Голубев, Юрий Филиппович
Ю́рий Фили́ппович Го́лубев (род. 17 апреля 1941, Москва) — советский, российский учёный-механик, профессор кафедры теоретической механики и мехатроники мехмата МГУ. Заслуженный профессор МГУ (2008).

## Биография
Юрий Филиппович Голубев родился 17 апреля 1941 года в Москве. В 1963 году окончил механико-математический факультет МГУ, став одним из первых выпускников кафедры теоретической механики, специализирующихся в области механики космического полёта.
В 1965—1995 гг. работал в Институте прикладной математики имени М. В. Келдыша (ИПМ), где с 1986 года был заведующим сектором, а с 1992 года — ведущим научным сотрудником. В 1968 году защитил кандидатскую диссертацию; с этого года он стал также работать на кафедре теоретической механики мехмата МГУ. В 1975 году защитил докторскую диссертацию (тема — «Алгоритмы управления траекторией полёта при входе в атмосферу Земли»). В 1985 году Ю. Ф. Голубеву присвоено учёное звание профессора.
С 1995 года — профессор кафедры теоретической механики мехмата МГУ (в 1999 году утверждено её новое название: «кафедра теоретической механики и мехатроники») и по совместительству — главный научный сотрудник ИПМ им. М. В. Келдыша РАН.
Читает для студентов мехмата основные курсы по классической и теоретической механике, а также специальные курсы: «Дополнительные главы теоретической механики», «Управление движением при входе в атмосферу», «Управление движением автоматического шагающего аппарата», «Теоретические основы мехатроники», «Нейронные сети в мехатронике»; при этом подготовленный Ю. Ф. Голубевым совместно с Д. Е. Охоцимским спецкурс «Управление движением автоматического шагающего аппарата» служит основой для подготовки на кафедре теоретической механики и мехатроники специалистов по робототехнической тематике.
Совместно с профессором В. Е. Павловским руководит Всероссийским научно-исследовательским семинаром «Системы с элементами искусственного интеллекта» (организован при мехмате МГУ в 1970 году Д. Е. Охоцимским и С. В. Фоминым), на котором обсуждаются новейшие задачи механики робототехнических систем, искусственного интеллекта, теории динамических игр, систем технического зрения роботов и др. Совместно с профессором В. В. Белецким руководит спецсеминаром по механике относительного движения.
Ю. Ф. Голубевым опубликовано более 200 научных трудов, в том числе 2 монографии и 1 учебник. Он подготовил 14 кандидатов наук, из которых трое позднее защитили докторские диссертации. Является членом Национального комитета по теоретической и прикладной механике, членом бюро Научного совета РАН по робототехнике и мехатронике, членом президиума Научно-методического совета по теоретической механике Министерства образования РФ, членом редколлегии журнала «Известия РАН. Теория и системы управления».

## Научная деятельность
Основные направления научной деятельности: механика и управление движением, методы численного поиска оптимального управления механическими системами, механика космического полёта, робототехника (в частности, построение и стабилизация движения автоматических шагающих аппаратов), разработка средств компьютерного обучения по теоретической механике, математическое моделирование систем взаимосвязанных твёрдых тел.
Значительная часть научных работ Ю. Ф. Голубева посвящена механике космического полёта. Вместе с Д. Е. Охоцимским и другими сотрудниками Института прикладной математики АН СССР и кафедры теоретической механики мехмата МГУ он занимался анализом траекторий входа космических аппаратов в атмосферу Земли и планет, разработкой многошаговых адаптивных алгоритмов управления движением космического аппарата при входе в атмосферу; в частности, совместно с Д. Е. Охоцимским и Ю. Г. Сихарулидзе он разработал алгоритм управляемого входа в атмосферу с двойным погружением, позволяющий достичь точности приземления космического аппарата в несколько километров. Под руководством Ю. Ф. Голубева на базе языка программирования Рефал был реализован эмулятор бортового компьютера ИСЗ.
В 1970 году по инициативе Д. Е. Охоцимского в ИПМ и МГУ были развёрнуты работы по созданию и изучению транспортных средств нового типа: шагающих аппаратов; Ю. Ф. Голубев активно включился в работы по данной проблематике, сложность которой состояла в наличии большого числа управляемых степеней свободы и в необходимости обеспечить рациональное поведение шагающего робота в трудных условиях окружающей среды, при движении по местности со сложным рельефом. В результате исследований были разработаны методы математического моделирования кинематики и динамики шагающих аппаратов, на основе которых удалось создать алгоритмы построения движения аппарата, обеспечивающие статическую устойчивость при преодолении препятствий, а также организацию прыжков, алгоритмы стабилизации движения и прокладки трассы на местности. При этом были созданы также сопряжённые с ЭВМ лабораторные макеты шестиногих шагающих аппаратов, снабжённые электромеханическими приводами и системами технического зрения. Материалы этих исследований легли в основу нового спецкурса Д. Е. Охоцимского и Ю. Ф. Голубева «Механика и управление движением автоматического шагающего аппарата». В настоящее время профессор Ю. Ф. Голубев возглавляет сложившуюся на кафедре теоретической механики и мехатроники научную школу «Разработка робототехнических и мехатронных систем с элементами искусственного интеллекта» под руководством профессора Ю. Ф. Голубева.
Под руководством Ю. Ф. Голубева и В. Е. Павловского на кафедре теоретической механики и мехатроники в 1990-е годы и в начале XXI века велась разработка средств компьютерного обучения по механике. Последовательно были созданы работавшие под управлением DOS компьютерное обучающее пособие «Кинематика сложного движения» и компьютерная обучающая программа «Кинематика точки и абсолютно твёрдого тела», а затем — работающие в рамках операционной системы Windows мультимедийные компьютерные обучающие средства (компьютерный электронный учебник по теоретической механике и мультимедийная обучающая среда по небесной механике). Разрабатывались также системы компьютерного тестирования и диагностики знаний.

## Награды
Профессор Ю. Ф. Голубев награждён орденом Дружбы народов (1986), медалью «Ветеран труда» (2001).
В 2005 году Ю. Ф. Голубев удостоен золотой медали лауреата ВВЦ — за компьютерную демонстрацию возможностей лазающего робота.

## Публикации

### Отдельные издания
- Охоцимский Д. Е., Голубев Ю. Ф., Сихарулидзе Ю. Г. . Алгоритмы управления космическим аппаратом при входе в атмосферу. — М.: Наука, 1975. — 399 с.
- Охоцимский Д. Е., Голубев Ю. Ф. . Механика и управление движением автоматического шагающего аппарата. — М.: Наука, 1984. — 480 с.
- Голубев Ю. Ф. . Основы теоретической механики. 2-е изд. — М.: Изд-во Моск. ун-та, 2000. — 719 с. — ISBN 5-211-04244-1.
- Голубев Ю. Ф. . Нейросетевые методы в мехатронике. — М.: Изд-во Моск. ун-та, 2007. — 157 с. — ISBN 978-5-211-05434-9.
- Голубев Ю. Ф., Мелкумова Е. В. . Равновесие двуногого робота на шероховатом горизонтальном цилиндре с учётом реакций вдоль его оси. — М.: МАКС Пресс, 2010. — 61 с. — ISBN 978-5-317-03047-6.

### Учебные пособия
- Задачи по классической механике / Антонов И. Л., Болотин С. В., Вильке В. Г., Голубев Ю. Ф., Карапетян А. В., Кугушев Е. И., Павловский В. Е., Сальникова Т. В., Самсонов В. А., Татаринов Я. В., Трещёв Д. В., Якимова К. Е., Якушев А. Г.  М.: изд-во ЦПИ мехмата МГУ, 2001. ISBN 5-93839-011-7. 96 с.

### Некоторые статьи

#### Механика космического полёта
- Охоцимский Д. Е., Бельчанский Г. И., Бухаркина А. П., Голубев Ю. Ф., Золотухина Н. И., Иванов Ю. Н.  Оптимальное управление при входе в атмосферу // Космические исследования. — 1968. — Т. 6, № 1.
- Охоцимский Д. Е., Бухаркина А. П., Голубев Ю. Ф.  Управление движением при входе в атмосферу // Космические исследования. — 1969. — Т. 7, № 2. — С. 171—178.
- Охоцимский Д. Е., Бухаркина А. П., Голубев Ю. Ф.  Алгоритм автономного управления приведением космического аппарата в заданную точку посадки // Космические исследования. — 1970. — Т. 8, № 2.
- Голубев Ю. Ф., Хайруллин Р. З.  К решению задач оптимального управления при входе в атмосферу // Космические исследования. — 1987. — Т. 25, № 1. — С. 37—46.
- Голубев Ю. Ф., Хайруллин Р. З.  К построению области достижимости КА на поверхности Земли с учётом фазовых ограничений // Космические исследования. — 1996. — Т. 34, № 1. — С. 24—29.
- Голубев Ю. Ф.  Движение с постоянным модулем скорости в центральном поле тяготения // Прикл. математика и механика. — 2002. — Т. 66, вып. 6. — С. 1052—1065.
- Голубев Ю. Ф., Грушевский А. В., Корянов В. В., Тучин А. Г.  Гравитационные манёвры космического аппарата в системе Юпитера // Известия РАН. Теория и системы управления. — 2014. — № 3. — С. 149—167.

#### Робототехника и мехатроника
- Алексеева Л. А., Голубев Ю. Ф.  Адаптивный алгоритм стабилизации движения автоматического шагающего аппарата // Известия АН СССР. Техническая кибернетика. — 1976. — № 5. — С. 56—64.
- Голубев Ю. Ф., Павловский В. Е., Пряничников В. Е. . Динамика шагающего робота, управляемого оператором // Исследование робототехнических систем. — М.: Наука, 1982. — 244 с. — С. 78—86.
- Охоцимский Д. Е., Платонов А. К., Павловский В. Е., Голубев Ю. Ф. . Синтез движения шагающего робота при преодолении изолированных препятствий // Информационные и управляющие системы роботов. — М.: Ин-т прикладной математики им. М. В. Келдыша АН СССР, 1982. — 242 с. — С. 186—200.
- Голубев Ю. Ф., Дегтярёва Е. В., Хайруллин Р. З.  К построению оптимального шагового цикла // Известия АН СССР. Теория и системы управления. — 1990. — № 2. — С. 214—223.
- Голубев Ю. Ф., Погорелов Д. Ю.  Компьютерное моделирование шагающих роботов // Фундаментальная и прикладная математика. — 1998. — Т. 4, № 2. — С. 525—534.
- Голубев Ю. Ф., Дитковский А. Е.  Управляемое движение упругого манипулятора // Известия РАН. Теория и системы управления. — 2001. — № 6. — С. 166—176.
- Голубев Ю. Ф.  Робот-эквилибрист на цилиндре // Прикл. математика и механика. — 2003. — Т. 67, вып. 4. — С. 603—619.
- Голубев Ю. Ф., Корянов В. В.  Построение движений инсектоморфного робота, преодолевающего комбинацию препятствий с помощью сил кулоновского трения // Известия РАН. Теория и системы управления. — 2005. — № 3. — С. 143—155.
- Голубев Ю. Ф.  Нейронные сети в мехатронике // Фундаментальная и прикладная математика. — 2005. — Т. 11, № 8. — С. 81—103.
- Голубев Ю. Ф., Корянов В. В.  Перелезание инсектоморфного робота через свободно катающийся шар // Известия РАН. Теория и системы управления. — 2014. — № 5. — С. 116—125.

#### Механика и управление движением
- Голубев Ю. Ф.  Тождественность параметров Эйлера и Кэли — Клейна в кинематике абсолютно твёрдого тела // Известия РАН. Механика твёрдого тела. — 1999. — № 1. — С. 19—25.
- Голубев Ю. Ф.  Резонансы в линейных системах с одной степенью свободы и кусочно-постоянными параметрами // Прикл. математика и механика. — 2001. — Т. 65, вып. 2. — С. 204—212.
- Голубев Ю. Ф.  Механические системы с сервосвязями // Прикл. математика и механика. — 2001. — Т. 65, вып. 2. — С. 211—224.
- Голубев Ю. Ф.  Брахистохрона с трением // Известия РАН. Теория и системы управления. — 2010. — № 5. — С. 41—52.
- Голубев Ю. Ф.  Брахистохрона с сухим и произвольным вязким трением // Известия РАН. Теория и системы управления. — 2012. — № 1. — С. 24—39.
- Голубев Ю. Ф.  Брахистохрона для твёрдого тела, скользящего по кривой // Известия РАН. Теория и системы управления. — 2013. — № 4. — С. 71—87.
- Вондрухов А. С., Голубев Ю. Ф.  Оптимальные траектории в задаче о брахистохроне с разгоняющей силой // Известия РАН. Теория и системы управления. — 2015. — № 4. — С. 13—23.

#### Средства компьютерного обучения
- Голубев Ю. Ф., Павловский В. Е., Свешникова В. А., Зенкова Н. Ю., Ионова Ю. Н. . Электронный мультимедиа курс по теоретической механике // Компьютерные технологии в высшем образовании. Вып. 1. — М.: Изд-во Моск. ун-та, 1994. — 369 с. — ISBN 5-211-03289-6. — С. 305—313.
- Голубев Ю. Ф., Павловский В. Е., Голубева Е. Ю., Жаркова А. Ю., Нечаева Е. С., Павловский В. В.  Интегрированная мультимедиа обучающая среда по небесной механике // Математическое моделирование. — 2000. — Т. 12, № 5. — С. 74—80.